# Chapeh Zāt
Chapeh Zāt (persiska: چپه زات, Chapeh Zād) är en ort i Iran.   Den ligger i provinsen Gilan, i den nordvästra delen av landet, 280 km nordväst om huvudstaden Teheran. Chapeh Zāt ligger 73 meter över havet och antalet invånare är 552.
Terrängen runt Chapeh Zāt är kuperad västerut, men österut är den platt.Runt Chapeh Zāt är det ganska tätbefolkat, med 134 invånare per kvadratkilometer. Närmaste större samhälle är Māsāl, 7,5 km söder om Chapeh Zāt. Trakten runt Chapeh Zāt består till största delen av jordbruksmark.